# Calotes medogensis
Calotes medogensis là một loài thằn lằn trong họ Agamidae. Loài này được Zhao & Li mô tả khoa học đầu tiên năm 1984.